# Франсуа-Жозеф Тальма
Франсуа́-Жозе́ф Тальма́ (фр. François-Joseph Talma; 15 січня 1763, Париж — 19 жовтня 1826 року, Париж) — французький актор єврейського походження, реформатор театрального мистецтва.

## Біографія
Дитинство і юність Тальма провів у Лондоні, де він познайомився з драматичними творами Шекспіра, до якого він зберіг любов на все життя. Повернувшись до Франції, майбутній актор вчився в Королівській школі декламації і співу. У 1787 році зарахований до трупи театру Комеді Франсез. З початком Великої французької революції «Комеді Франсез» розпався і на його місці виник новий «Театр Нації». У 1791 році революційним урядом приймається Декрет про свободу театрів. У «Театрі Нації» ж виникли 2 угруповання акторів, так звана «чорна ескадра», що стояла на консервативних позиціях, і «червона ескадра», що пропагувала революційний класицизм, і яку очолював Тальма. Незабаром стався розрив, і відразу після прийняття Декрету група Тальма пішла з «Театру Націй» і утворила свій «Театр Революції», який Тальма і очолив.